# Mike Banks

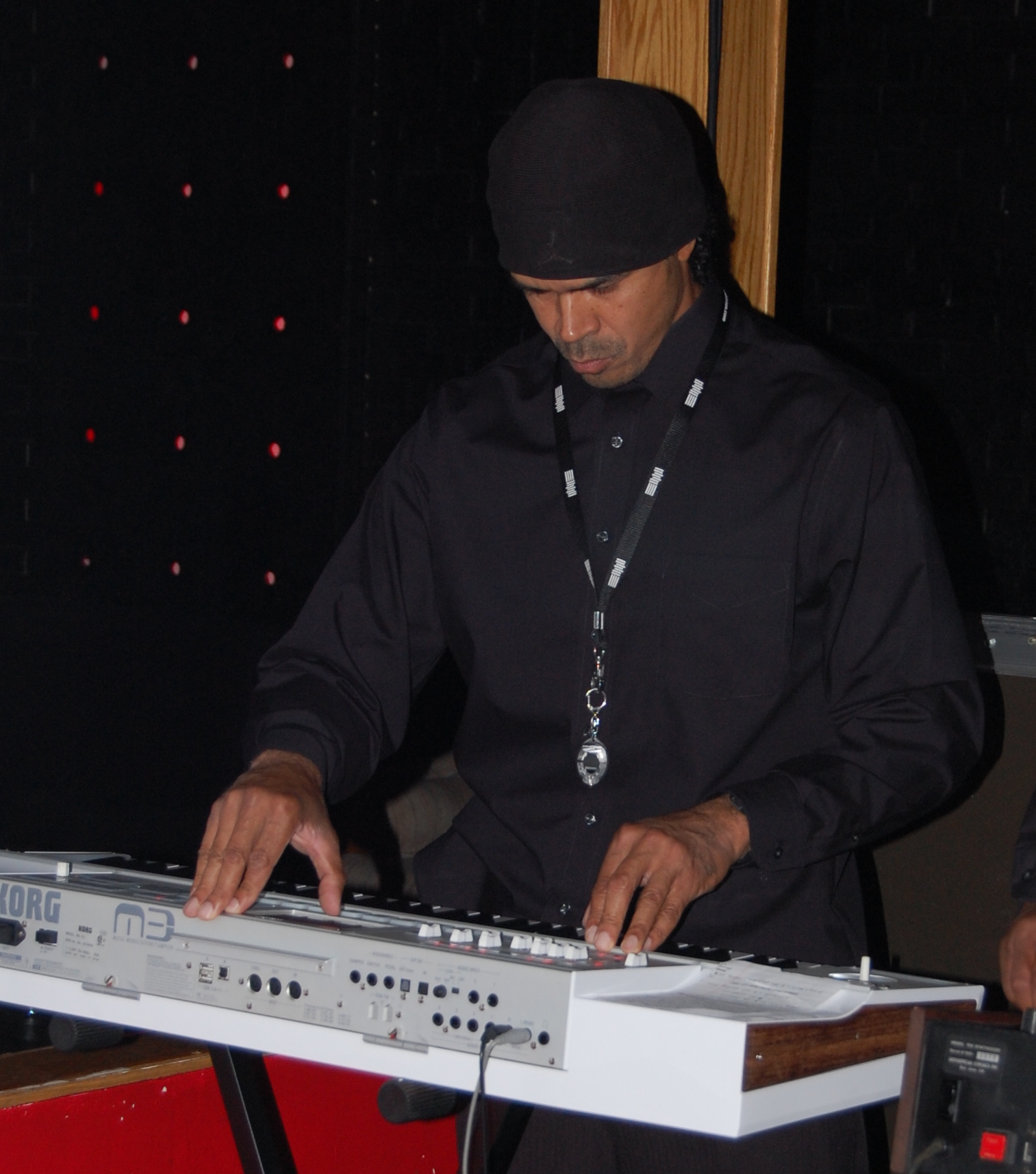
Mike Banks

Mike Anthony Banks, auch Mad Mike ist ein US-amerikanischer Techno-Produzent aus Detroit. Er ist Kopf des Musikprojekts und Labels Underground Resistance.

## Leben
Banks war Mitglied der Members Of House-Crew und veröffentlichte Ende der 1980er einen Track auf der Virgin/10 Compilation Techno! – The New Dance Sound Of Detroit. Während einer Latters Radio Show lernte er Jeff Mills kennen. Die beiden entdeckten gemeinsame Vorlieben und Produktionsweisen elektronischer Musik. Am 2. November 1989 gründeten sie gemeinsam Underground Resistance (UR).
Seit dem Ausstieg von Jeff Mills und Robert Hood im Jahr 1992 betreibt Mike Banks als einziges Gründungsmitglied Underground Resistance weiter fort (zusammen mit einigen neueren Mitgliedern). Banks hat seitdem viele neuere Künstler wie z. B. Suburban Knight (James Pennington), Drexciya und DJ Rolando betreut.
Sein Namensanhängsel „Mad“ (dt. verrückt, wahnsinnig) rührt von Banks radikalen politischen und geschäftlichen Ansichten, die er konsequent vertritt. Banks ist es wichtig, den  Käufern der Musikveröffentlichungen auch eine dahintersteckende Philosophie (siehe Underground Resistance) zu vermitteln. Banks versteht Techno als Kunstform, nicht bloß als  Musik. Schallplatten illustriert er oft mit Botschaften des Unknown Writer (Cornelius Harris).